# Дом 4 на улице Маркуса/ Дом 34 на улице Джанаева/ Дом 33 на улице Тамаева
«Дом 4 на улице Маркуса/ Дом 34 на улице Джанаева/ Дом 33 на улице Тамаева» — памятник истории во Владикавказе, Северная Осетия. Выявленный объект культурного наследия России. Памятник, связанный с жизнью известных общественных деятелей Северной Осетии. Находится в исторической части города на пересечении улиц Маркуса, Джанаева и Тамаева.

## История
Дом построен в 1937 году. «С»-образный дом в своём основании зеркально повторяет расположенный на юге от него жилой дом завода «Победит». Оба здания образуют единый архитектурный ансамбль в границах улиц Джанаева, Тамаева, Куйбышева и Маркуса.
В доме проживали известные общественные, культурные деятели и артисты Северной Осетии:
- В 1937—1947 годах — поэт Иван Васильевич Джанаев (Нигер),
- В 1937—1958 годах — поэт Татари Асланбекович Епхиев;
- В 1937—1964 годах — артист Борис (Беса) Иванович Тотров;
- В 1937—1939 годах — артист Соломон Кириллович Таутиев;
- В 1946—1966 годах — деятель культуры, министр культуры Северной Осетии Степан Николаевич Битиев;
- В 1937—1949 годах — композитор Татаркан Ясонович Кокойты;
- В 1948—1976 годах — участник колхозного строительства в Северной Осетии Мылыхо Цимирзаевич Цораев;
- В 1937—1974 годах — зоолог Давид Абрамович Тарноградский;
- В 1938—1942 года — врач-хирург Солтанбек Савельевич Ханаев;
- В 1950—1981 годах — писатель Кудзаг Габрелович Дзесов вместе с супругой Народной артисткой РСФСР Тамарой Харитоновной Кариаевой;
- В 1937—1954 годах — участник борьбы за Советскую власть Угалык Дахцикоевич Едзиев.

## Галерея

Мемориальная доска известным писателям и деятелям культуры Осетии, дом № 34 на улице Джанаева
Мемориальная доска Борису Амирхановичу Тотоонову, дом № 34 на улице Джанаева. Автор: скульптор Станислав Тавасиев.Установлена 30.12.2012.
Мемориальная доска Тамаре Харитоновне Кариаевой и Кудзагу Габреловичу Дзесову, дом № 33 на улице Тамаева. Автор: скульптор Сергей Цахилов. Установлена 09.10.2015
Мемориальная доска Георгию Давидовичу Гаглоеву, дом № 33 на улице Тамаева
Мемориальная доска Дагка Васильевичу Зангиеву, дом № 33 на улице Тамаева
Мемориальная доска Константину Васильевичу Майрамукову, дом № 4 на улице Маркуса. Автор: скульптор Ибрагим Хаев. Установлена 03.10.2017[4].
Мемориальная доска Николаю Константиновичу Багаеву на улице Джанаева, 34. Автор: Ибрагим Хаев. Установлена 27.04.2011